# کلید قطع اضطراری

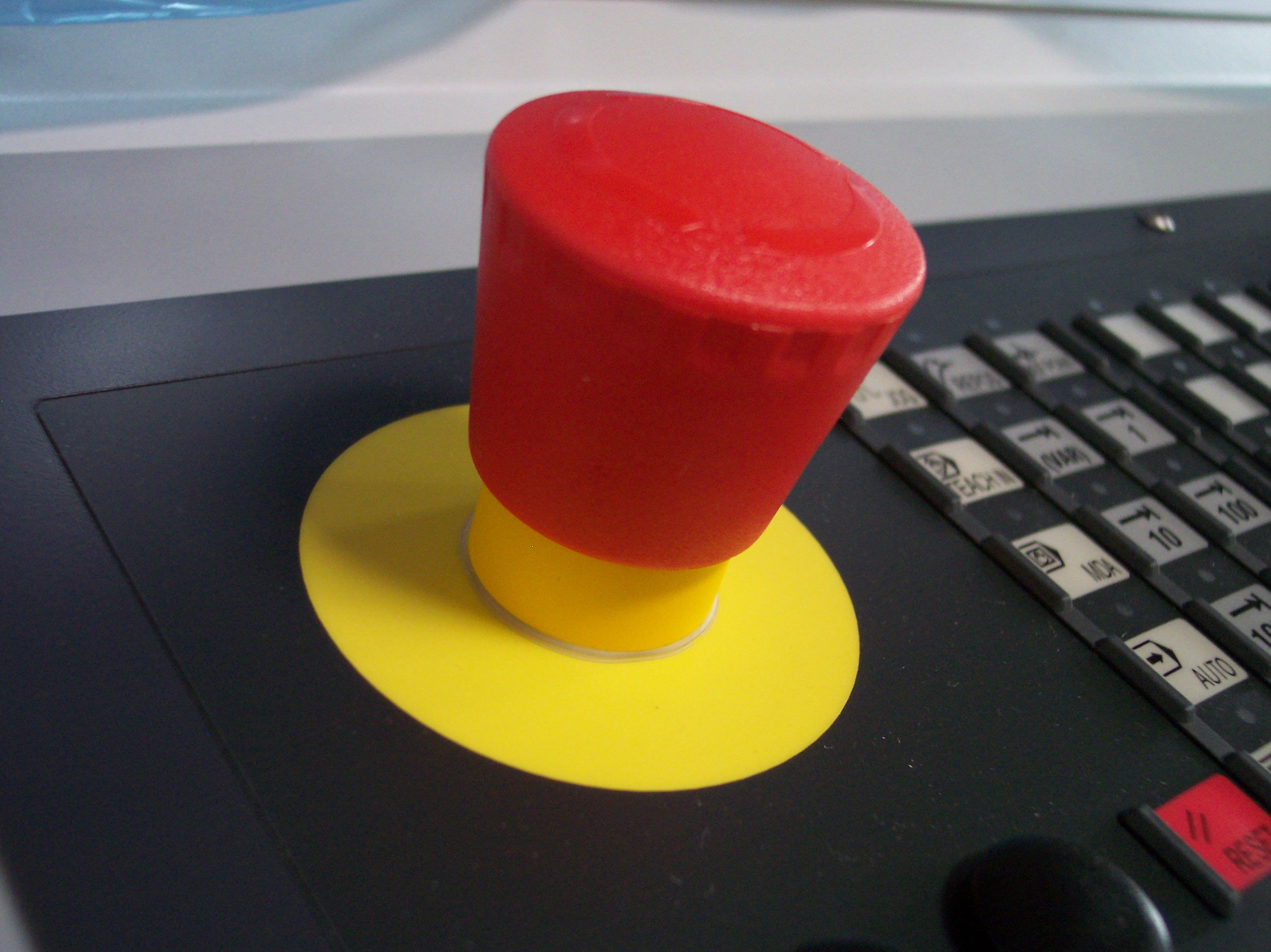
کلید قطع اضطراری

کلید قطع اضطراری کلیدی می‌باشد که در کنار ماشین‌آلات و خطوط صنعتی قرار می‌گیرد. وظیفه این کلید بردن دستگاه به وضعیت امن در هنگام بروز خطر است.

## ساختار
کلید قطع اضطراری یک دکمه قرمز بر روی یک پس زمینه زرد است. رایج‌ترین نوع این کلیدها، کلیدهای قارچی شکل هستند. در سیستم‌های بزرگ، از قبیل خطوط نقاله، کلید قطع اضطراری به صورتهای مختلفی وجود دارد که با دست یا پا یا بقیه اعضای بدن، قابل فشار دادن هستند. در برخی موارد، دیوارهای ایمنی نوری، کار کلید قطع اضطراری را می‌کنند. برای ماشین‌های کوچکتر، کلید اصلی قطع و وصل دستگاه، خود به عنوان یک کلید قطع اضطراری مورد استفاده قرار می‌گیرد. برای ابزارهای دستی، کلید قطع اضطراری مورد نیاز نیست و در مواقع اضطراری باید دوشاخه را از برق کشید.

## عملکرد
کلید قطع اضطراری بعد از فشار دادن، قفل می‌شود و می‌تواند بسته به سطح امنیت، با کشیدن کلید قرمز به بیرون یا چرخاندن کلید قرمز، به حالت اولیه خود برگردد. کلید قطع اضطراری باید طوری طراحی شود که اپراتور دستگاه، بلافاصله در مواقع اضطراری، بتواند از آن استفاده کند. برای مواقع نگهداری از دستگاه، کلید اصلی دستگاه باید خاموش باشد و در برابر دوباره روشن شدن، قفل باشد.
معمولاً همراه با کلید قطع اضطراری، تجهیزات توقف اضطراری دیگری هم استفاده می‌شود که شرایط مناسب را برای ایجاد قابلیت اطمینان بالاتر، برآورده می‌کنند. به طوری که دستگاه نمی‌تواند به خودی خود بعد از کشیده شدن کلید قرمز به حالت وصل، دوباره شروع به کار کند. مدارهای توقف اضطراری با توجه به شرایط فنی در دسته‌های مختلف توقف، طبقه‌بندی می‌شوند.